# Owen Johnson (cầu thủ bóng đá)
Owen Edmund Johnson (13 tháng 11 năm 1919 - 6 tháng 8 năm 2001) là một cầu thủ bóng đá người Anh thi đấu ở vị trí tiền đạo.

## Sự nghiệp
Sinh ra ở Grimsby, Johnson ban đầu thi đấu ở Stoke City và Derby County. Ông kí hợp đồng với Bradford City vào tháng 10 năm 1946, rời câu lạc bộ vào tháng 7 năm 1947 để đầu quân cho Shrewsbury Town. Trong thời gian với Bradford City ông có 10 lần ra sân ở Football League, ghi một bàn thắng.

## Thống kê sự nghiệp
Nguồn:
| Câu lạc bộ          | Mùa giải            | Giải quốc nội        | Giải quốc nội | Giải quốc nội | Cúp FA  | Cúp FA    | Tổng    | Tổng      |
| Câu lạc bộ          | Mùa giải            | Hạng đấu             | Số trận       | Bàn thắng     | Số trận | Bàn thắng | Số trận | Bàn thắng |
| ------------------- | ------------------- | -------------------- | ------------- | ------------- | ------- | --------- | ------- | --------- |
| Stoke City          | 1936-37             | First Division       | 0             | 0             | 0       | 0         | 0       | 0         |
| Derby County        | 1937-38             | First Division       | 0             | 0             | 0       | 0         | 0       | 0         |
| Bradford City       | 1946-47             | Third Division North | 10            | 1             | 0       | 0         | 10      | 1         |
| Tổng cộng sự nghiệp | Tổng cộng sự nghiệp | Tổng cộng sự nghiệp  | 10            | 1             | 0       | 0         | 10      | 1         |